# Ichneumon extensorius
Ichneumon extensorius är en stekelart som beskrevs av Carl von Linné 1758. Ichneumon extensorius ingår i släktet Ichneumon och familjen brokparasitsteklar. Arten är reproducerande i Sverige. Utöver nominatformen finns också underarten I. e. militaris.

## Bildgalleri

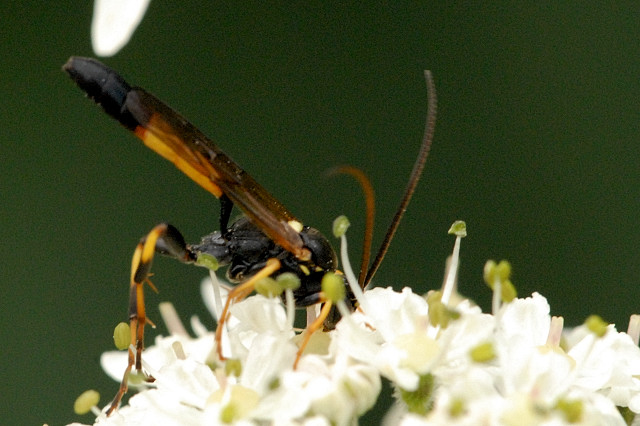
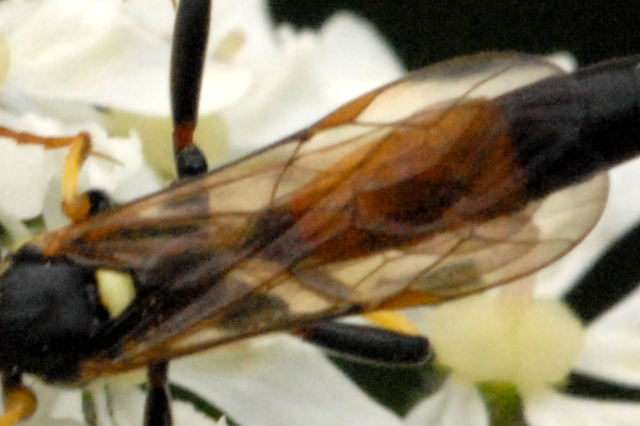
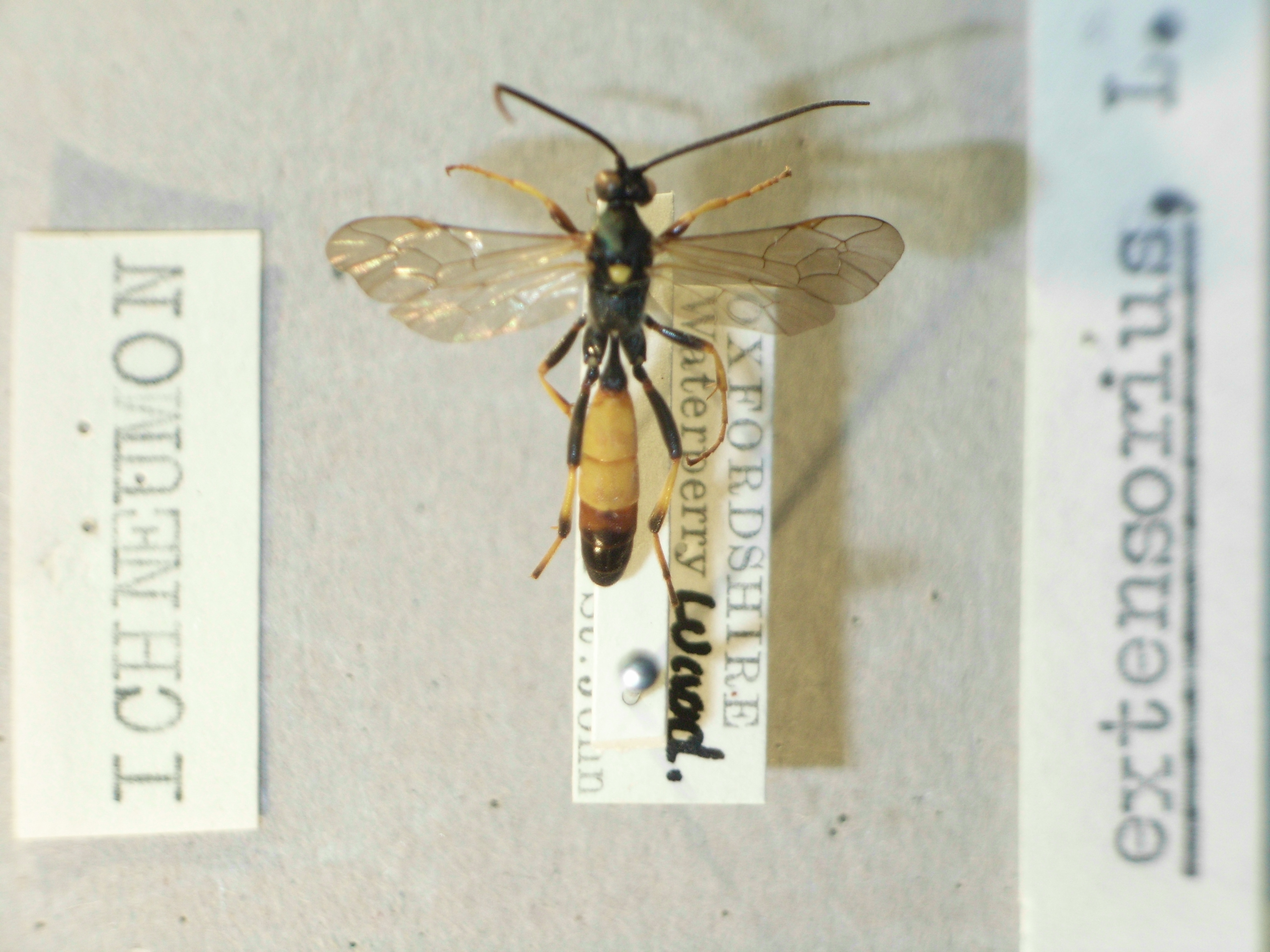